# Borut Pahor
Borut Pahor (Postojna, 1963. november 2. –) szlovén politikus, 2008 és 2012 között miniszterelnök, majd 2012 decemberétől 2022 decemberéig államfő.

## Ifjúsága és tanulmányai
10 éves korában elhunyt az édesapja, ettől kezdve varrónő édesanyja nevelte szerény körülmények között. Gimnáziumi tanulmányait Nova Goricában végezte. A nyári szünetekben munkát vállalt.
Egyetemi tanulmányait a ljubljanai egyetem szociológia-politológia-újságírás szakán végezte, diplomáját 1987-ben védte meg. Diplomamunkája az el nem kötelezett országok mozgalmán belüli viták békés megoldásáról szólt, azért megkapta a Prešeren-alapítvány díját is.
Bár mint az egyik legjobb eredménnyel végzett diák, lehetőséget kapott arra, hogy az Amerikai Egyesült Államokban folytasson posztgraduális tanulmányokat, még 1987-ben elfogadta Szlovén Kommunisták Szövetsége akkori elnökének, Milan Kučannak a meghívását és a Központi Bizottságban kezdett el dolgozni.
1990-ben a jugoszláv tagköztársaság, a Szlovén Szocialista Köztársaság nemzetgyűlésének tagja, majd 1992-ben a független Szlovénia parlamentjének képviselője lett. 2004 júliusától 2008 októberéig az Európai Parlament képviselője.
Angolul, olaszul, szerbül és horvátul jól beszél, franciául ért.
Aktívan sportol, rendszeresen részt vesz maratoni futóversenyeken és triatlon-versenyeken.

## Politikai tevékenysége
Gimnáziumi tanulmányai során, 1978-ban a szocialista ifjúsági szövetség helyi vezetőségében dolgozott. A Szlovén Kommunisták Szövetségének egyetemi tanulmányai vége felé, 1986-ban lett tagja. 
1988-ban a párt hetilapjába írott cikkben bírálta a párt élcsapat-szerepének elméletét és felvetette a hatalomból való távozás gondolatát. 1989-ben a párton belül megalakult a Demokratikus Fórum, amelynek vezetője Pahor lett. 26 évesen a Szlovén Kommunisták Szövetsége Központi Bizottságának legfiatalabb tagja, majd az elnökség tagja is lett. 1990 januárjában részt vett a Jugoszláv Kommunisták Szövetsége (JKSZ) utolsó kongresszusán és azt a szlovén delegáció egészével együtt még a befejezése előtt elhagyta.
Borut Pahor a Szociáldemokraták Egyesült Listája (Združena lista socialnih demokratov) nevű baloldali párt alapító tagja (1993) és vezetőségi tagja volt 1997 március 15-ig, amikor is nagy többséggel megválasztották a párt elnökének Janez Kocijančič után. Később a párt nevét „Szociáldemokraták”-ra (Socialni demokrati) változtatták. 2004-ben az európai szociáldemokraták pártja elnökségének tagja lett, 2004. július 20-tól európai parlamenti képviselő. 2006-ban a Nedeljski Dnevnik, 2007-ben a Mladina olvasói választották meg az év szlovén személyiségének.
A 2008. szeptemberi 21-i parlamenti választásokon pártja többséget szerzett. A sikeres koalíciós tárgyalások után november 7-én a szlovén parlament (Državni zbor) miniszterelnökké választotta, ezért 2008 október 14-én lemondott európai parlamenti mandátumáról. Regnálása alatt élesen bírálta az Orbán-kormány „antidemokratikus”-nak nevezett intézkedéseit, és felvetette, hogy a magyar EU-elnökség után el kell szigetelni Budapestet.
Koalíciós kormánya 2012 elején kisebbségbe került a parlamentben, miután partnerei között nézeteltérés támadt a reformpolitikát illetően, amelyet a szlovének a tavaszán folyamán – több népszavazáson is – nagy többséggel elutasítottak. A koalíciós viszály nyomán előbb a DeSUS (nyugdíjasok pártja), majd a Zaresz nevű liberális párt fordított hátat az általa vezetett kabinetnek, amely így már csak két párt 33 képviselőjére számíthatott a 90 tagú törvényhozásban. Öt új miniszter tervezett kinevezését összekapcsolta a kormánya iránti bizalom kérdésével, így akarván támogatást szerezni vitatott reformjaihoz. A DeSUS és a Zaresz képviselői azonban, az ellenzékkel együtt szavazva szeptember közepén megbuktatták a kormányt.
Mindezek után mégis államfőként térhetett vissza a politikai élet első vonalába, miután fölényesen nyerte a december 2-ai szlovén elnökválasztás második fordulóját a hivatalban lévő Danilo Türkkel szemben.